# Campeonato Europeo de Vóley Playa de 1995
El III Campeonato Europeo de Vóley Playa se celebró en Saint-Quay-Portrieux (Francia) en el año 1995 bajo la organización de la Confederación Europea de Voleibol (CEV) y la Federación Francesa de Voleibol.

## Medallistas
| Evento    | Oro                                              | Plata                                             | Bronce                                         |
| --------- | ------------------------------------------------ | ------------------------------------------------- | ---------------------------------------------- |
| Masculino | Marko Klok · Michiel van der Kuip · Países Bajos | Milan Džavoronok · Václav Fikar · República Checa | Dionisio Lequaglie · Piero Antonini · Italia   |
| Femenino  | Beate Paetow · Cordula Borger · Alemania         | Merita Berntsen · Ragni Hestad · Noruega          | Lucilla Perrotta · Cristiana Parenzan · Italia |

## Medallero
| Núm. | País            | Oro | Plata | Bronce | Total |
| ---- | --------------- | --- | ----- | ------ | ----- |
| 1    | Alemania        | 1   | 0     | 0      | 1     |
| 1    | Países Bajos    | 1   | 0     | 0      | 1     |
| 3    | Noruega         | 0   | 1     | 0      | 1     |
| 3    | República Checa | 0   | 1     | 0      | 1     |
| 5    | Italia          | 0   | 0     | 2      | 2     |
|      | TOTAL           | 2   | 2     | 2      | 6     |